# برایان جکسون
برایان جکسون (انگلیسی: Brian Jackson؛ زادهٔ ۱ آوریل ۱۹۳۳ – درگذشته ۱۴ فوریه ۲۰۲۰) بازیکن فوتبال اهل بریتانیا بود.
از باشگاه‌هایی که در آن بازی کرده‌است می‌توان به باشگاه فوتبال لیورپول، باشگاه فوتبال پورت ویل، باشگاه فوتبال لینکولن سیتی، باشگاه فوتبال بوستون یونایتد، باشگاه فوتبال لیتون اورینت، باشگاه فوتبال پیتربورو یونایتد، باشگاه فوتبال بارتون آلبیون، و باشگاه فوتبال آرسنال اشاره کرد.